# Stenhelia proxima
Stenhelia proxima är en kräftdjursart som beskrevs av Georg Ossian Sars 1907. Stenhelia proxima ingår i släktet Stenhelia och familjen Diosaccidae. Inga underarter finns listade i Catalogue of Life.